# 보마르초 정원

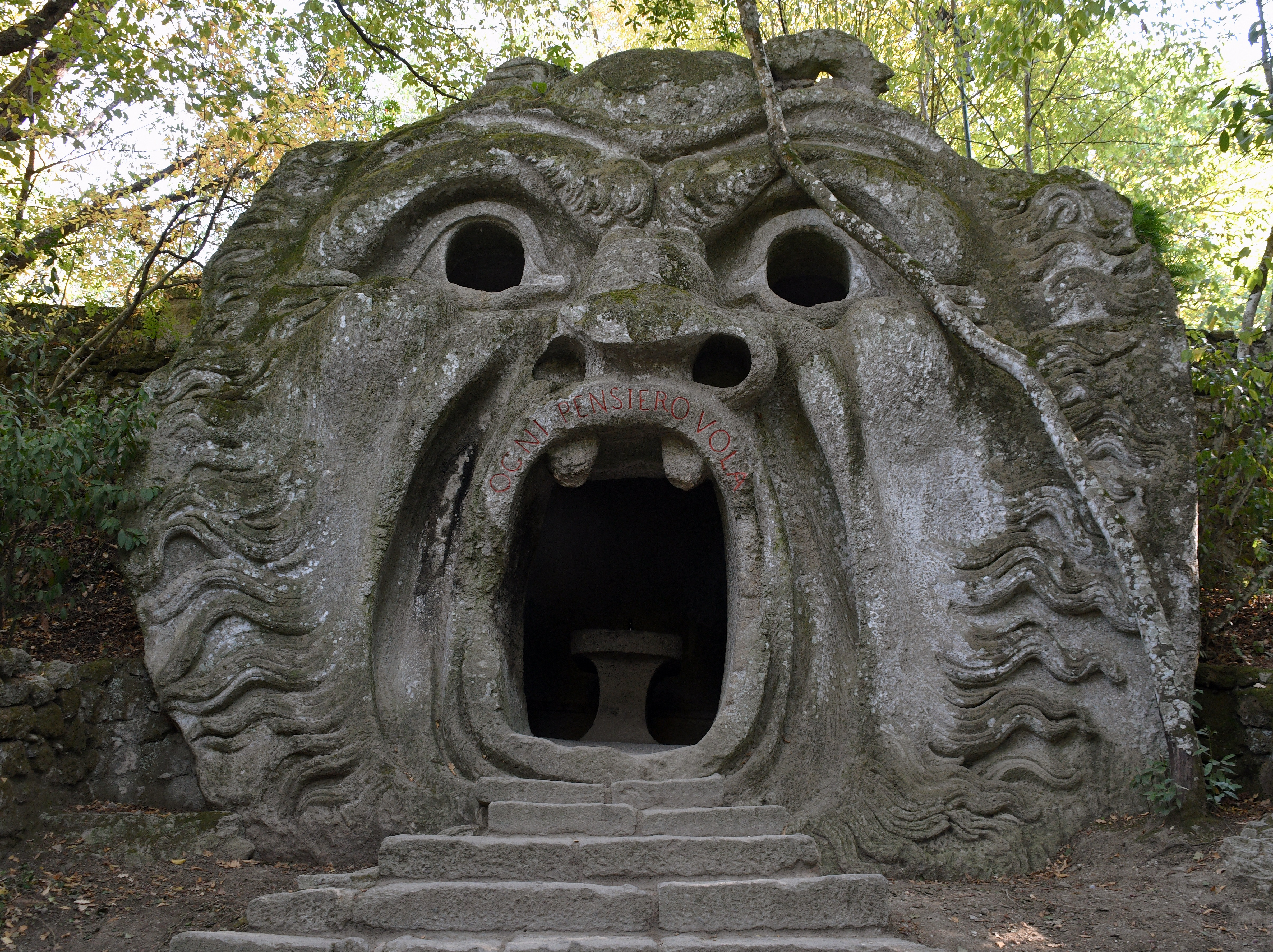
로마 신화에 나오는 죽음의 신, 오르쿠스(Orcus)의 입

보마르초 정원(Garden of Bomarzo)의 이태리어 정식명칭은 Sacro Bosco인데 '성스러운 숲'을 의미한다. 구어체로 괴물의 정원(Park of the Monsters)이라 불리는데 이태리어로 Parco dei Mostri이다. 이탈리아 라치오 주 북부, 비테르보 현의 코무네 보마르초에 위치한 매너리즘적 추모 시설이다.
2007년에 출간된 세계정원 소개서에서 '죽기 전에 꼭 가봐야 할 정원 1001'곳에 선정되었다.

## 참고 자료
단행본
- Rae Spencer-Jones (2007년 4월 1일). 《1001 Gardens You Must See Before You Die》. Cassell Illustrated. ISBN 9781844034987.
- 자크 브누아 메샹 (2005년 10월 5일). 《정원의 역사 : 지상 낙원의 삼천 년》. 이봉재 옮김. 르네상스. ISBN 978-89-90828-25-5.

논문